# Merulius
Merulius is een geslacht van schimmels behorend tot de familie Meruliaceae. De typesoort is Merulius tremellosus.

## Soorten
Volgens Index Fungorum telt het geslacht negen soorten (peildatum oktober 2023):
| Soortnaam                 | Auteur(s)                    | Publicatiejaar |
| ------------------------- | ---------------------------- | -------------- |
| Merulius campbelliae      | Cooke & Massee ex W.B. Cooke | 1957           |
| Merulius debriscola       | Lloyd                        | 1924           |
| Merulius densus           | Rick                         | 1960           |
| Merulius gloeoporus       | Rick                         | 1960           |
| Merulius gossypinus       | Rick                         | 1960           |
| Merulius hydnoideus       | (Schwein.) Zmitr.            | 2018           |
| Merulius irpicoides       | Corner                       | 1971           |
| Merulius nothofagi        | G. Cunn.                     | 1950           |
| Merulius rubrotremellosus | Corner                       | 1971           |